# قصف دورانجو
قصف دورانجو جرى في 31 مارس 1937 أثناء الحرب الأهلية الإسبانية، ونفذه الفيلق الجوي الإيطالي على بلدة دورانجو في مقاطعة بسكاية في إقليم الباسك الإسباني بعد أن بدأ القوميون هجومهم على مقاطعة بسكاية التي سيطر عليها الجمهوريون. وكان هذا العمل العسكري جزءًا من هجوم الجبهة الشمالية الذي نفذته القوات القومية بين مارس وأكتوبر 1937 خلال الحرب الأهلية الإسبانية بأوامر من الجنرال إميليو مولا. وتعد البلدة ذات الـ 10000 نسمة أنها تقاطع طرق رئيسي وسكك حديدية خلف خط المواجهة، وقد تعرضت للقصف والمدافع الرشاشة، لتصبح بذلك واحدة من أولى عمليات القصف التي تعرض لها السكان المدنيون في التاريخ بحسب بعض المؤلفين.
ووفقًا لبول بريستون فإن «دورانجو كانت بداية تجارب ريختهوفن مع القصف الإرهابي، والتي تهدف إلى خفض الروح المعنوية للسكان المدنيين وتدمير اتصالات الطرق أثناء مرورها عبر المراكز الحضرية»، كما أثبت قصف غرنيكا ذلك بعد ثلاثة أسابيع.

## القصف
في 31 مارس 1937 تم تعديل طائرات نقل ألمانية وإيطالية (Ju 52 الألمانية و SM.81 الإيطالية) من فيلق كندور والفيلق الجوي لتحمل قنابل. فأسقطت في الساعة 8:30 صباحًا طائرات SM.81، التي تنتمي إلى سرب 214 مجموعة قصف ثقيل تابعة للطيران الفاشي الإيطالي 80 قنبلة تزن كل منها 50 كيلوجرامًا، وقصفت المدينة بشكل متتابع. فدمرت كلًا من كنيسة سانتا ماريا والكلية اليسوعية، وكذلك دير سانتا سوزانا القريب، مما أسفر عن مقتل 14 راهبة والكاهن المسؤول. بعد القصف أطلق المقاتلون نيران مدافع رشاشة على السكان.
تشير التقديرات إلى أنه تم إلقاء 281 قنبلة في دورانجو، مما يكمل إجمالي 14840 كجم من المتفجرات. وتضررت 305 بناية و 71 منها دمرت بالكامل. علاوة على ذلك هاجمت المقاتلات He 51 مدنيين فارين. وبالمجمل بلغ عدد القتلى 336 منهم 250 مدنياً (توماس: 248. بيفور: 250 بريستون: 258).

## مابعد القصف
في 28 أبريل سقطت دورانجو بيد القوميين. وبما أنها كانت مفترق طرق محلية، فهذا يعني أن دورانجو هدف مشروع لهجوم جوي وأن القصف لم يتعارض مع قوانين الحرب كما كانت في ذلك الوقت، إلا أن المراقبون الأجانب قد صُدموا بالمذبحة.
ونفى القوميون مسؤوليتهم عن التفجير، زاعمين أن الكاهن والراهبات اللواتي استشهدن في القصف قُتلوا وأحرقوا على أيدي الحمر. وقال كيبو ديانو: «قصفت طائراتنا أهدافًا عسكرية في دورانجو، وبعد ذلك قام الشيوعيون والاشتراكيون بحبس الكهنة والراهبات وأطلقوا النار دون شفقة وأحرقوا الكنائس».
تم تجاهل قصف دورانجو إلى حد ما تاريخيًا. بدلاً من ذلك كان قصف غرنيكا الذي جرى بعد أربعة أسابيع هو الذي جاء ليرمز إلى أهوال الحرب الجوية الحديثة في الوعي العام.
بعد أربعة أيام من القصف، استقبل الجنرال فرانكو السفير الإيطالي روبرتو كانتالوبو الذي برر أمامه الوحشية المستخدمة. قال له: «ربما يعتقد البعض أنه عندما تقصف طائراتنا المدن الحمراء، فذلك معناه إننا نشن حربًا مثل أي حرب أخرى، لكن الأمر ليس كذلك. يجب أن نقوم بمهمة التعافي والتهدئة، بالقوة البطيئة التي بدونها سيكون الاحتلال العسكري عديم الفائدة. أنا لست مهتمًا بالمنطقة، بل بالسكان. وخلص إلى أن استعادة الأرض هي الوسيلة، وفداء السكان هو النهاية».